# Давка на стадионе Уфуэ-Буаньи (2013)
Давка на стадионе Уфуэ-Буаньи в бывшей столице Кот-д’Ивуара, Абиджане, произошла 1 января 2013 года, когда на стадионе запускали новогодние фейерверки, понаблюдать за которыми собрались множество детей и молодежи. Уже после окончания зрелища на выходе со стадиона по неустановленным пока причинам возникла паника и давка. В результате 61 человек погиб и по меньшей мере 200 пострадали. Большинство погибших составили женщины и дети, средний возраст погибших 18 лет. Проводится расследование обстоятельств трагедии. Президент страны Алассан Уаттара объявил трёхдневный траур.
В 2009 году перед футбольным матчем между сборными Малави и Кот-д’Ивуара на этом же стадионе также произошла давка. Тогда погибли 19 человек и 135 получили ранения.